# اسکلنتی (یوتا)
اسکلنتی (به انگلیسی: Escalante) شهری در ایالت یوتا کشور ایالات متحده آمریکا است که جمعیت آن در سرشماری سال ۲۰۱۰ میلادی، ۷۹۷ نفر بوده‌است.